# Know-It-All (álbum)
Know-It-All (En español, Saber-lo-todo) es el álbum debut de la artista canadiense Alessia Cara. Fue lanzado el 13 de noviembre de 2015 a través de Def Jam., después de la puesta en venta de su EP Four Pink Walls, el cual fue considerado como preestreno del álbum.

## Sencillos
"Here" fue puesto a la venta el 30 de abril de 2015, como el primer sencillo del extended play de Cara (EP) Four Pink Walls. La canción se convirtió en su primer sencillo en el top 20 de la lista Billboard Hot 100 en Estados Unidos, al llegar al número 20 en la semana del 7 de noviembre de 2015; Cara interpretó la canción en The Tonight Show con Jimmy Fallon, con la banda de house The Roots. "Here" siguió avanzando en la tabla alcanzando el número cinco. La canción tiene su video oficial, que fue dirigido por Aaron A.
"Wild Things" fue lanzado el 2 de febrero de 2016, como el segundo sencillo del álbum. La canción fue enviada a la radio contemporánea estadounidense el 2 de febrero de 2016, como el segundo sencillo del álbum, y desde entonces ha tenido un éxito moderado alcanzando el número 50 en el Billboard Hot 100.
Cara anunció que "Scars to Your Beautiful" sería lanzado como el tercer sencillo. Fue enviado a la radio de éxitos contemporáneos el 26 de julio de 2016, y alcanzó el número ocho en el Billboard Hot 100.

## Recepción

### Comercial
Know-It-All debutó en el número nueve en la lista estadounidense Billboard 200 vendiendo 36 000 unidades equivalentes al álbum en su primera semana (22 000 ventas puras).

### Crítica
Know-It-All recibió críticas generalmente positivas, logrando obtener una puntuación de 70 de 100 en el sitio web Metacritic basado en 13 críticas, lo que indica "críticas generalmente favorables". AllMusic reaccionó positivamente hacia el álbum, escribiendo "Después del nivel de potencial mostrado aquí, es evidente que Cara eventualmente necesitará una ayuda mucho menos creativa". Billboard también fue positivo en su revisión del álbum:" Como las primeras impresiones, Know-It-All es un equilibrio carismático entre sueños y realidad que hace que su autor se destaque de la manera más impresionante", Ryan B. Patrick de Exclaim!' escribió que "si bien [Know-It-All] es un poco formulista, se ejecutó terriblemente y se produjo sólidamente". El debut de Cara es un disco pop destacado, lo cual presagia una gran proyección en el futuro". Pitchfork Media dijo: "Al escribir desde el corazón no imbuye automáticamente las letras con su profundidad; Nunca es más evidente que el enfoque de la fábrica no está permitiendo que Cara cumpla su potencial más que en 'Scars to Your Beautiful'".

## Tour
| Fechas del tour       | Fechas del tour      | Fechas del tour   | Fechas del tour                  |
| Fecha                 | Ciudad               | País              | Local                            |
| América del Norte     | América del Norte    | América del Norte | América del Norte                |
| --------------------- | -------------------- | ----------------- | -------------------------------- |
| 15 de enero de 2016   | Montreal             | Canadá            | Teatro Corona                    |
| 16 de enero de 2016   | Toronto              | Canadá            | Danforth Sala de música          |
| 22 de enero de 2016   | Boston               | Estados Unidos    | Sala de Música del Brighton      |
| 23 de enero de 2016   | Filadelfia           | Estados Unidos    | Teatro de Artes Vivientes        |
| 24 de enero de 2016   | Washington D. C.     | Estados Unidos    | 9:30 Club                        |
| 26 de enero de 2016   | Ciudad de Nueva York | Estados Unidos    | Webster Sala                     |
| 28 de enero de 2016   | Cleveland            | Estados Unidos    | Sala & de Corro del rock de Fama |
| 29 de enero de 2016   | Chicago              | Estados Unidos    | Metro                            |
| 30 de enero de 2016   | Detroit              | Estados Unidos    | St. La sala de Andrew            |
| 1 de febrero de 2016  | Atlanta              | Estados Unidos    | Oeste terminal                   |
| 2 de febrero de 2016  | Nashville            | Estados Unidos    | Piedad Lounge                    |
| 4 de febrero de 2016  | Dallas               | Estados Unidos    | Teatro de Granada                |
| 5 de febrero de 2016  | Houston              | Estados Unidos    | El Estudio en el almacén Vivo    |
| 6 de febrero de 2016  | Austin               | Estados Unidos    | Emo Es                           |
| 9 de febrero de 2016  | Phoenix              | Estados Unidos    | Crescent Ballroom                |
| 11 de febrero de 2016 | San Francisco        | Estados Unidos    | El Fillmore                      |
| 12 de febrero de 2016 | Los Ángeles          | Estados Unidos    | El Rey Teatro                    |
| 29 de marzo de 2016   | Vancouver            | Canadá            | Vogue Teatro                     |
| 31 de marzo de 2016   | Calgary              | Canadá            | Macewan Ballroom                 |
| 1 de abril de 2016    | Edmonton             | Canadá            | Sala de unión                    |

El tour norteamericano de Cara, se realizara a partir del 15 de enero, al 1 de abril de 2016.

## Lista de canciones
| Edición Estándar |                                    | |                          |          |  |
| N.º              | Título                             | Escritor(es) | Productor(s)             | Duración |  |
| 1.               | «Seventeen»                        | Alessia Caracciolo Andrew "Pop" Wansel Warren "Oak" Felder Coleridge Tillman Samuel Gerongco Robert Gerongco William Robinson, Jr. Ronald White | Pop & Oak Kuya           | 3:33     |  |
| 2.               | «Here»                             | Caracciolo Wansel Felder Tillman S. Gerongco R. Gerongco Terence Lam Isaac Hayes                                                                | Pop & Oak Sebastian Kole | 3:19     |  |
| 3.               | «Outlaws»                          | Caracciolo Wansel Felder Tillman S. Gerongco R. Gerongco                                                                                        | Pop & Oak Sebastian Kole | 3:23     |  |
| 4.               | «I'm Yours»                        | Caracciolo Wansel Felder Tillman | Pop & Oak Sebastian Kole | 3:49     |  |
| 5.               | «Four Pink Walls»                  | Caracciolo | Alan Nglish              | 3:33     |  |
| 6.               | «Wild Things»                      | Caracciolo James Ho Tillman | Malay Sebastian Kole     | 3:08     |  |
| 7.               | «Stone» (featuring Sebastian Kole) | Caracciolo Ho Tillman | Malay Sebastian Kole     | 3:48     |  |
| 8.               | «Overdose»                         | Caracciolo Wansel Felder Tillman S. Gerongco R. Gerongco                                                                                        | Pop & Oak Sebastian Kole | 3:29     |  |
| 9.               | «Stars»                            | Caracciolo Tillman S. Gerongco R. Gerongco Lam                                                                                                  | Sebastian Kole Kuya      | 3:40     |  |
| 10.              | «Scars to Your Beautiful»          | Caracciolo Wansel Felder Tillman | Pop & Oak Sebastian Kole | 3:52     |  |

| Edición de lujo en iTunes Store y Target |                          |                                                                      |                           |          |  |
| N.º                                      | Título                   | Escritor(es)                                                         | Producer(s)               | Duración |  |
| 11.                                      | «Here» (Versión 2:00 AM) | Caracciolo Wansel Felder Tillman S. Gerongco R. Gerongco Lam Hayes   | Caracciolo Sebastian Kole | 3:47     |  |
| 12.                                      | «River of Tears»         | Caracciolo Tillman                                                   | Sebastian Kole            | 4:15     |  |
| 13.                                      | «My Song»                | Caracciolo Tillman Fredrik "Fredro" Ödesjö Per Eklund Björn Hallberg | Fredro Sebastian Kole     | 4:02     |  |

| Edición de lujo europea y suramericana (Argentina, Brasil, Chile y Uruguay) |                                  |                                  |          |  |
| N.º                                                                         | Título                           | Escritor(es)                     | Duración |  |
| 14.                                                                         | «I'm Yours» (Versión Original)   | Caracciolo Wansel Felder Tillman | 3:56     |  |
| 15.                                                                         | «Wild Things» (Versión Acústica) | Caracciolo Ho Tillman Nkhereanye | 3:11     |  |

Notas
- "Seventeen" contiene una interpolación de "My Girl" de The Temptations, escrita por William Robinson, Jr. y Ronald White.
- "Here" contienen un sample de "Ike's Rap II", escrita e interpretada por Isaac Hayes.

## Listas
| Lista (2015–16)                    | Mejor posición |
| ---------------------------------- | -------------- |
| Australia (ARIA)                   | 16             |
| Bélgica (Ultratop flamenca)        | 80             |
| Bélgica (Ultratop valona)          | 86             |
| Canadá (Billboard Canadian Albums) | 8              |
| Dinamarca (Hitlisten)              | 31             |
| Países Bajos (Album Top 100)       | 34             |
| Francia (SNEP)                     | 120            |
| Alemania (Offizielle Top 100)      | 99             |
| Irlanda (IRMA)                     | 52             |
| Nueva Zelanda (Recorded Music NZ)  | 26             |
| Norwegian Albums (VG-lista)        | 15             |
| Swedish Albums (Sverigetopplistan) | 30             |
| Suiza (Schweizer Hitparade)        | 50             |
| Reino Unido (UK Albums Chart)      | 14             |
| Estados Unidos (Billboard 200)     | 9              |

## Certificaciones
| Territorio     | Organismo certificador | Certificación | Ventas certificadas | Ref.    |         |         |         |         |
| América        | América                | América       | América             | América | América | América | América | América |
| -------------- | ---------------------- | ------------- | ------------------- | ------- | ------- | ------- | ------- | ------- |
| Brasil         | ABPD                   | Oro           | 20 000              | [ 47 ]  |         |         |         |         |
| Estados Unidos | RIAA                   | Platino       | 1 000 000           | [ 48 ]  |         |         |         |         |
| Canadá         | Music Canada           | Platino       | 80 000              | [ 49 ]  |         |         |         |         |
| Europa         |                        |               |                     |         |         |         |         |         |
| Dinamarca      | IFPI Dinamarca         | Oro           | 30 000              | [ 50 ]  |         |         |         |         |

## Fecha de Lanzamiento
| Región         | Fecha                   | Formato(s)          | Discográfica | Edición(s)      | Ref.          |
| -------------- | ----------------------- | ------------------- | ------------ | --------------- | ------------- |
| Canadá         | 13 de noviembre de 2015 | CD Descarga digital | Def Jam UMG  | Estándar Deluxe | [ 51 ] [ 52 ] |
| Estados Unidos | 13 de noviembre de 2015 | CD Descarga digital | Def Jam UMG  | Estándar Deluxe | [ 28 ] [ 29 ] |
| Reino Unido    | 11 de marzo de 2016     | CD Descarga digital | Virgin EMI   | Deluxe          | [ 53 ]        |
| Australia      | 11 de marzo de 2016     | CD Descarga digital | Def Jam. UMG | Deluxe          | [ 54 ]        |